# Iqui-Balam
Iqui-Balam var enligt i den mayansk mytologin hos mayaindianerna i Mexiko en av de fyra första människorna.